# Core (microarchitecture)
Pour les articles homonymes, voir Core, Intel Core et Intel Core 2.
 (janvier 2010).
Si vous disposez d'ouvrages ou d'articles de référence ou si vous connaissez des sites web de qualité traitant du thème abordé ici, merci de compléter l'article en donnant les références utiles à sa vérifiabilité et en les liant à la section « Notes et références ».
Intel P6
NetBurst Nehalem
La microarchitecture Core est une microarchitecture x86 d'Intel, qui succède en 2006 aux architectures P6 et NetBurst.
Elle fut utilisée par tous les processeurs x86 produits par Intel à l'époque, depuis le processeur pour ordinateur portable jusqu'au processeur Xeon pour serveur, d'abord gravés en 65 nm puis en 45 nm.
Les processeurs de marque Core 2 utilisent exclusivement l'architecture Core.

## Précisions sur le nom
« Core » est en anglais un nom commun signifiant « noyau » ou « cœur », et désignant en informatique l'ensemble des structures constituant un seul microprocesseur : unités de décodages, de prédiction, d'exécution, cache L1, etc.
La tendance à l'époque de la conception de cette microarchitecture était de réunir plusieurs microprocesseurs sur un même die (puce de silicium), constituant ainsi un bi-cœur, quadri ou plus (dual, quad ou multi core). Ceci explique le choix d'Intel dans le nom de cette architecture Core, ainsi que dans le choix des noms commerciaux « Core », « Core 2 », « Pentium dual-core ».

## Détails techniques
L'architecture Core est principalement inspirée de l'architecture Yonah.
Un cœur Core possède trois ALU et trois unités SSE dédiées aux opérations SIMD entières et flottantes, une unité d'exécution dans le désordre, 64 ko (32 ko données + 32 ko instructions) de mémoire cache L1.
Parmi les nouveautés :
- « memory disambiguation (en) » : prédiction des conflits mémoires à l'écriture/lecture (avec chargement-exécution anticipée si la prédiction ne prévoit pas de conflit) ;
- exécution SSE 128 bits en un cycle (2 cycles auparavant) ;
- macrofusion des instructions (accélère le décodage et le suivi des instructions SSE 128 bits) ;
- partage du cache L2 ;
- désactivation sélective des unités pour l'économie d'énergie.

Comparée à NetBurst, Core a une faible consommation et une meilleure efficacité à fréquence égale, ce qui permet donc de diminuer grandement la dissipation thermique, très problématique pour NetBurst. Par rapport à P6, elle apporte les instructions 64 bits, à travers l’EM64T. De plus elle permet facilement de produire des processeurs bi-cœur avec un cache L2 commun.
Jeux d'instructions : x86 (16 bits, 32 bits, 64 bits), XD, SSE 1, 2, 3, 3+.

## Cœurs de processeur
Les processeurs de la microarchitecture Core peuvent être classés par nombre de cœurs, taille du cache et socket ; chaque combinaison de ces derniers a un nom de code et un code de produit uniques qui sont utilisés par plusieurs marques. Par exemple, le nom de code « Allendale » avec le code produit 80557 a deux cœurs, 2 Mo de cache L2 et utilise le socket pour PC de bureau 775, mais a été commercialisé sous les noms de Celeron, Pentium, Core 2 et Xeon, chacun avec différents ensembles de fonctionnalités activées. La plupart des processeurs pour ordinateurs portables et de bureau se déclinent en deux variantes qui diffèrent par la taille du cache L2, mais la quantité spécifique de cache L2 dans un produit peut également être réduite en désactivant certaines parties au moment de la production. Les processeurs double cœur Tigerton et tous les processeurs quadricœurs - sont des modules multi-puces combinant deux puces. Pour les processeurs en 65 nm, le même code produit peut être partagé par des processeurs avec des puces différentes, mais les informations spécifiques sur laquelle est utilisée peuvent être dérivées du stepping.
|                       | Coeurs | PC portables    | PC portables    | PC de bureau, Serveur UP | PC de bureau, Serveur UP | Serveur CL         | Serveur DP        | Serveur MP          |
| --------------------- | ------ | --------------- | --------------- | ------------------------ | ------------------------ | ------------------ | ----------------- | ------------------- |
| Mono-coeur 65 nm      | 1      | Merom-L 80537   |                 | Conroe-L 80557           |                          |                    |                   |                     |
| Mono-coeur 45 nm      | 1      |                 | Penryn-L 80585  |                          |                          |                    | Wolfdale-CL 80588 |                     |
| Double coeur 65 nm    | 2      | Merom-2M 80537  | Merom 80537     | Allendale 80557          | Conroe 80557             | Conroe-CL 80556    | Woodcrest 80556   | Tigerton 80564      |
| Double coeur 45 nm    | 2      | Penryn-3M 80577 | Penryn 80576    | Wolfdale-3M 80571        | Wolfdale 80570           | Wolfdale-CL 80588  | Wolfdale-DP 80573 |                     |
| Quadruple coeur 65 nm | 4      |                 |                 |                          | Kentsfield 80562         |                    | Clovertown 80563  | Tigerton QC 80565   |
| Quadruple coeur 45 nm | 4      |                 | Penryn-QC 80581 | Yorkfield-6M 80580       | Yorkfield 80569          | Yorkfield-CL 80584 | Harpertown 80574  | Dunnington QC 80583 |
| Sextuple coeur 45 nm  | 6      |                 |                 |                          |                          |                    |                   | Dunnington 80582    |

## Processeurs Core gravés en 65 nm
Les premiers processeurs conçus sur la base de la microarchitecture Core ont été gravés en 65 nm. Ils sont parfois nommés « Merom »,,, ou « Conroe »,,.

### Merom
Le Merom est un microprocesseur avec un ou deux cœurs pour ordinateur portable commercialisé entre fin 2006 et début 2009.

### Conroe
Les processeurs Conroe sont destinés aux ordinateurs de bureau et aux serveurs. Ils sont déclinés dans les gammes Core 2 Duo, Pentium Dual-Core et Celeron pour les ordinateurs de bureau, et Xeon pour les serveurs. La taille de leur mémoire cache L2 varie entre 512 Kio (les Celeron) et 4 Mio (les Xeon, certains Core 2 Duo), et leur fréquence entre 1,2 GHz (Celeron 220) et 3,00 GHz (Xeon 3085 et Core 2 Duo E6850).
Ils possèdent un cœur (Celeron 2XX et Celeron 4XX), ou deux cœurs.

### Kentsfield
Processeur quadri-cœur, sans possibilité de multiprocesseur, pour ordinateur de bureau.

### Woodcrest
Processeur bi-cœur, avec possibilité de relier deux processeurs, pour serveur et stations de travail.

### Clovertown
Processeur quadri-cœur, avec possibilité de relier deux processeurs, pour serveur et stations de travail.

### Tigerton
Processeur bi ou quadri-cœur, avec possibilité de relier quatre processeurs, pour serveur et stations de travail. Sa commercialisation débute en septembre 2007.

## Processeurs Core gravés en 45 nm
Les processeurs suivants de la microarchitecture Core ont été gravés en 45 nm. Cette version 45 nm de l'architecture Core, parfois nommée « Penryn », est ainsi un die shrink, et s'inscrit dans la stratégie « tic-tac » d'Intel.
La commercialisation des premiers processeurs de la famille Penryn a débuté en janvier 2008 pour la gamme grand public et novembre 2007 pour la gamme serveur.
Autres nouveautés :
- Abandon du dioxyde de silicium en tant qu'isolant au sein des transistors des processeurs au profit d'un matériau basé sur le hafnium[8],[9],[10], afin de limiter les fuites liées à la faible permittivité de l'oxyde de silicium. En effet, avec un oxyde très fin, des électrons passent à travers la grille par effet tunnel.
- Les coefficients multiplicateurs sont configurables par palier d'un demi, ce qui est une première[11].
- Des modèles de plus de 3 GHz revoient le jour pour les machines grand public.
- Ajout d'un état de veille profond. Dans ce nouveau mode « Deep Power Down Technology », les volumineuses mémoires cache de niveau 2 (jusqu'à 6 Mio dans les double cœur grand public) tout comme de niveau 1 sont désactivées et la tension du processeur est abaissée, ce qui réduit la consommation.
- Ajout de 47 nouvelles instructions baptisées SSE4[12], censées améliorer de manière significative les performances multimédia du processeur (notamment de 40 % en conversion vidéo).

### Wolfdale
Les processeurs « Wolfdale » sont des processeurs bi-cœur destinés aux ordinateurs de bureau, aux stations de travail et aux serveurs. Ils sont déclinés dans les gammes Core 2 Duo (numérotés E8x00 et E7x00), Pentium Dual-Core (numérotés E6x00 et E5x00) et Celeron (numérotés E3x00) pour les ordinateurs de bureau, et Xeon pour les serveurs. La taille de leur mémoire cache L2 varie entre 1 Mio (les Celeron) et 6 Mio (les Xeon, certains Core 2 Duo), et leur fréquence entre 1,86 GHz (Xeon - E5205) et 3,5 GHz (Xeon X5270 et Core 2 Duo E8700).

### Penryn
Conçu avant tout pour les ordinateurs portables, le Penryn est un die shrink du Merom destiné dans un premier temps à rafraichir la plateforme Centrino Santa Rosa avant d'inaugurer la nouvelle plateforme Montevina prévue pour troisième trimestre 2008 bien qu'annoncée initialement pour le second trimestre. La gamme utilise dans les deux cas le socket P et s'articule autour d'une enveloppe thermique (TDP) relativement basse. Tous ces modèles sont distribués sous plusieurs référence de package.

### Yorkfield
Le Yorkfield est un processeur quadri-cœurs, dont les modèles appartiennent aux gammes Core 2 (Quad ou Extreme) ou Xeon. Il est composé de deux cœurs de Wolfdale.